# Jorvajärvi
Jorvajärvi (nordsamiska Čoarvečjávri) är en sjö i Kiruna kommun i Lappland och ingår i Torneälvens huvudavrinningsområde. Sjön har en area på 1,14 kvadratkilometer och ligger 391 meter över havet. Jorvajärvi ligger i Torneträsk-Soppero fjällurskog Natura 2000-område. Sjön avrinner genom vattendraget Välijoki till Tuolpukkajärvi.

## Delavrinningsområde
Jorvajärvi ingår i det delavrinningsområde (755140-175188) som SMHI kallar för Utloppet av Jorvajärvi. Medelhöjden är 421 meter över havet och ytan är 26,36 kvadratkilometer. Det finns inga avrinningsområden uppströms utan avrinningsområdet är högsta punkten. Saarilompolonjoki som avvattnar avrinningsområdet har biflödesordning 3, vilket innebär att vattnet flödar genom totalt 3 vattendrag innan det når havet efter 350 kilometer. Avrinningsområdet består mestadels av skog (60 procent) och sankmarker (34 procent). Avrinningsområdet har 1,55 kvadratkilometer vattenytor vilket ger det en sjöprocent på 5,9 procent.

## Historia
Jorvajärvi omnämns i en skattelängd från 1559 som Joruffue Tresk. Sjön brukades av samer inom den historiska lappbyn Siggevara eller Lulebyn (Nederbyn), som omfattade den östra delen av Jukkasjärvi socken.